# Edifici de la Companyia Transatlàntica
L'edifici de la Companyia Transatlàntica, també conegut com a casa Antonio López, està situat a la cantonada de la plaça del Duc de Medinaceli i el carrer de Josep Anselm Clavé i està catalogat com a bé cultural d'interès local, si bé la fitxa li atribueix per error la denominació «Can Girona».

## Història
El 1848, Joan Baptista Clavé, soci de la companyia de comerç i banca Girona Germans, Clavé i Cia, va adquirir una parcel·la procedent de la desamortització de l'antic convent de Sant Francesc per 115.000 duros. El març del 1859, el comerciant i navilier Antonio López y López va adquirir el solar pel preu de 122.670 pessetes, a raó de 291 pessetes per metre quadrat, i va encarregar-ne el projecte a l'arquitecte Josep Oriol Mestres, un dels més prestigiosos d'aquella època. Les obres s'acabaren l'estiu del 1862 i li costaren 267.370 pessetes.
Antonio López va morir el 1883, i el 1888 es va fer la partició de la seva herència, passant l'edifici a mans de la seva filla Isabel López i Bru, casada amb Eusebi Güell i Bacigalupi.
Posteriorment va esdevenir la seu de la Companyia Transatlàntica, fundada pel mateix López. Actualment, acull un hotel de quatre estrelles del grup hoteler Gargallo.

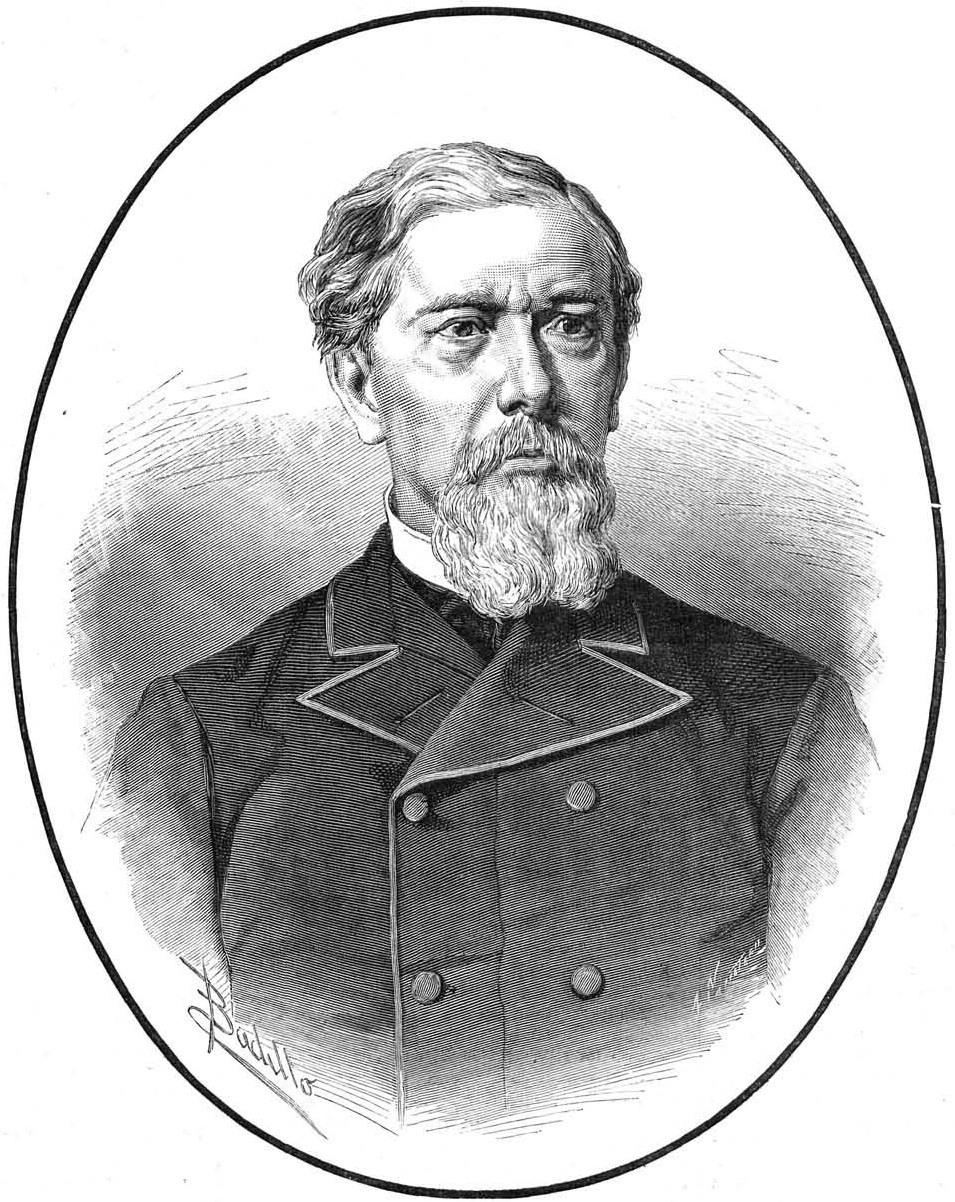
Retrat d'Antonio López y López

## Descripció
Es tracta d'un edifici senyorial en cantonada de planta baixa (desdoblada en entresol i semisoterrani) i quatre pisos. Presenta cinc grans obertures, essent una d'elles la principal, a la qual se li han de sumar dues petites finestres corresponents al semisoterrani. La porta d'accés és d'arc rebaixat i adovellat, amb una clau que actua igualment com a mènsula. Als extrems n'hi ha dues mènsules més, més grans i amb ornamentació consistent en un relleu d'una flor plana. Aquesta disposició es repeteix en les obertures restants de l'espai. Als laterals de la porta, inserits dins l'estructura de portalada, es troben tres finestres enreixades amb un ampit diferenciat. Presenten un singular treball de ferro forjat que ostenta diverses filigranes. Sota aquestes, s'aprecien unes menudes obertures amb un enreixat més auster, les quals comuniquen amb el semisoterrani. A l'extrem esquerre de la zona dels baixos s'obre una finestra més, que té una configuració diferent de les anteriorment esmentades. A banda de ser de majors dimensions, no està inserida en cap portal adovellat, tot i que sí que conserva la mènsula.
Al principal, els balcons són units per una balustrada correguda de marbre, que segons Cirici i Pellicer seria la més antiga de l'arquitectura privada barcelonina. En canvi, als pisos superiors, els balcons tenen baranes de ferro forjat, el motiu decoratiu de les quals fa conjunt amb les filigranes de les reixes de la zona dels baixos. El primer pis combina balcons amb finestres i és l'últim que té mènsules sota les llosanes, i els pisos segon i tercer consten enterament de balconades.